# Jaguar Mk X
Jaguar Mk X/420G är en personbil, tillverkad av den brittiska biltillverkaren Jaguar mellan 1962 och 1969. 
Jaguars nya sedan Mk X introducerades 1961. Den bröt helt med sina föregångare och hade nymodigheter som självbärande kaross och individuell bakhjulsupphängning av samma typ som E-type. Bilen hade imponerande yttermått och var länge den bredaste bil som producerats i Storbritannien. Dessvärre var inte innerutrymmena lika väl tilltagna. Tidiga Mk X hade 3,8-litersmotorn, men från 1964 ersattes den av en 4,2-litersvariant. 1966 bytte bilen namn till 420G (liksom 240/340 ett år senare), vilken tillverkades fram till 1970, då alla Jaguars sedaner ersattes av XJ:n.
Mk X tillverkades i 13 382 exemplar med 3.8-motorn och 5 137 med 4.2-motorn. 420G tillverkades i 5 763 exemplar.
Versioner:
| Modell | Motor               | Cylindervolym | Effekt | Bränslesystem     |
| ------ | ------------------- | ------------- | ------ | ----------------- |
| 3.8    | 6-cyl radmotor DOHC | 3781 cm³      | 265 hk | 3 st SU förgasare |
| 4.2    | 6-cyl radmotor DOHC | 4235 cm³      | 265 hk | 3 st SU förgasare |